# Antedios

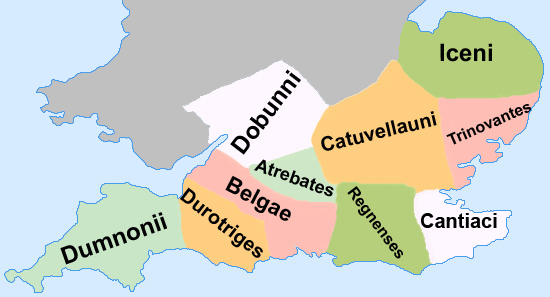
Les peuples celtes du sud de l’île de Bretagne.

Antedios est un roi du peuple celte des Icéniens qui régna au Ier siècle

## Protohistoire
Les Icéniens, de culture brittonique, occupaient le territoire de l’actuel comté de Norfolk, dans l’est de l’Angleterre, au Ier siècle av. J.-C. et au suivant. Ils sont restés célèbres pour leur soulèvement contre Rome, mené par la reine Boadicée.
Antedios accède à la royauté en 25 ap. J.-C. Il est établi que, durant l’invasion romaine de l’île de Bretagne en 43, il observe une neutralité bienveillante et devient par la suite un client de l’occupant. Il émet des pièces de monnaie portant son nom (« Anted »), mais doit les retirer de la circulation, vraisemblablement sous la pression des Icéniens eux-mêmes. Il émet donc d’autres pièces portant l’inscription « Ecen » en référence à l’ethnonyme.
Antedios est probablement mort vers 47. Le pro-romain Prasutagus lui succède, c’est l’époux de Boadicée qui prend la tête du soulèvement des Icéniens en 61 ap. J.-C.

## Sources
- Venceslas Kruta, Les Celtes, Histoire et Dictionnaire, Éditions Robert Laffont, coll. « Bouquins », Paris, 2000,  (ISBN 2-7028-6261-6).
- John Haywood (intr. Barry Cunliffe, trad. Colette Stévanovitch), Atlas historique des Celtes, éditions Autrement, Paris, 2002,  (ISBN 2-7467-0187-1).
- Consulter aussi la bibliographie sur les Celtes.